# بخش وارن (شهرستان توسکاراواس، اوهایو)
بخش وارن (به انگلیسی: Warren Township) یک منطقهٔ مسکونی در ایالات متحده آمریکا است که در شهرستان توسکاراوس، اوهایو واقع شده‌است.
 بخش وارن ۵۸٫۱ کیلومتر مربع مساحت و ۱٬۱۹۴ نفر جمعیت دارد و ۲۷۳ متر بالاتر از سطح دریا واقع شده‌است.